# Tritonia episcopalis
Tritonia episcopalis är en snäckart som beskrevs av Bouchet 1977. Tritonia episcopalis ingår i släktet Tritonia och familjen Tritoniidae. Inga underarter finns listade i Catalogue of Life.